# Зелінгштедт
Зелінгштедт (нім. Seelingstädt) — громада в Німеччині, розташована в землі Тюрингія. Входить до складу району Грайц. Складова частина об'єднання громад Вюншендорф/Ельстер.
Площа — 17,97 км2. Населення становить 1282 ос. (станом на 31 грудня 2021).

## Галерея

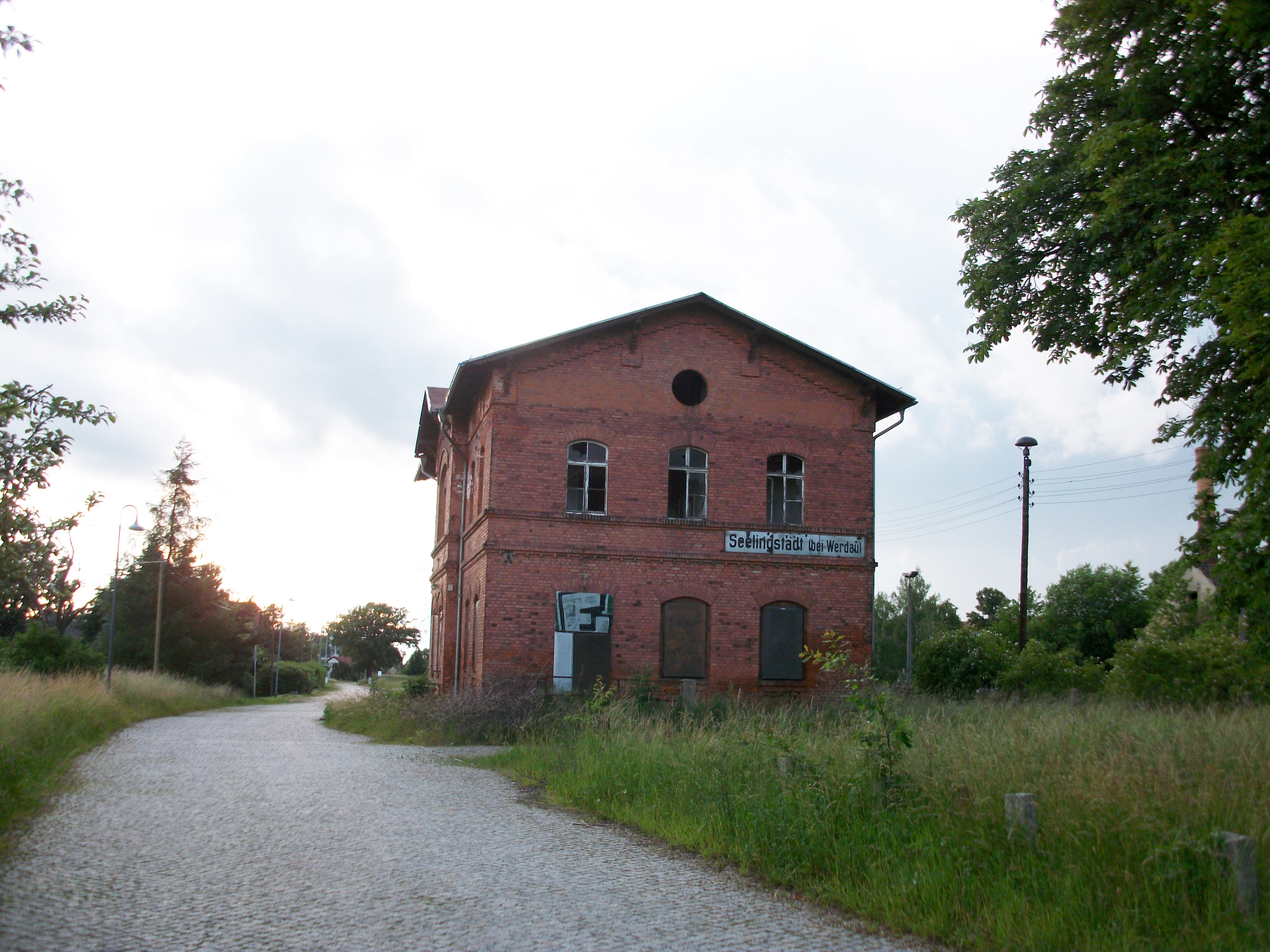
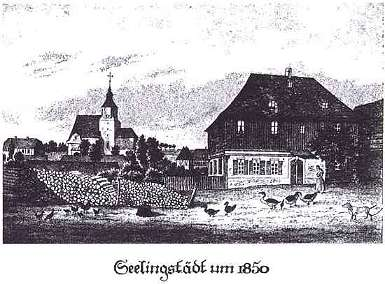
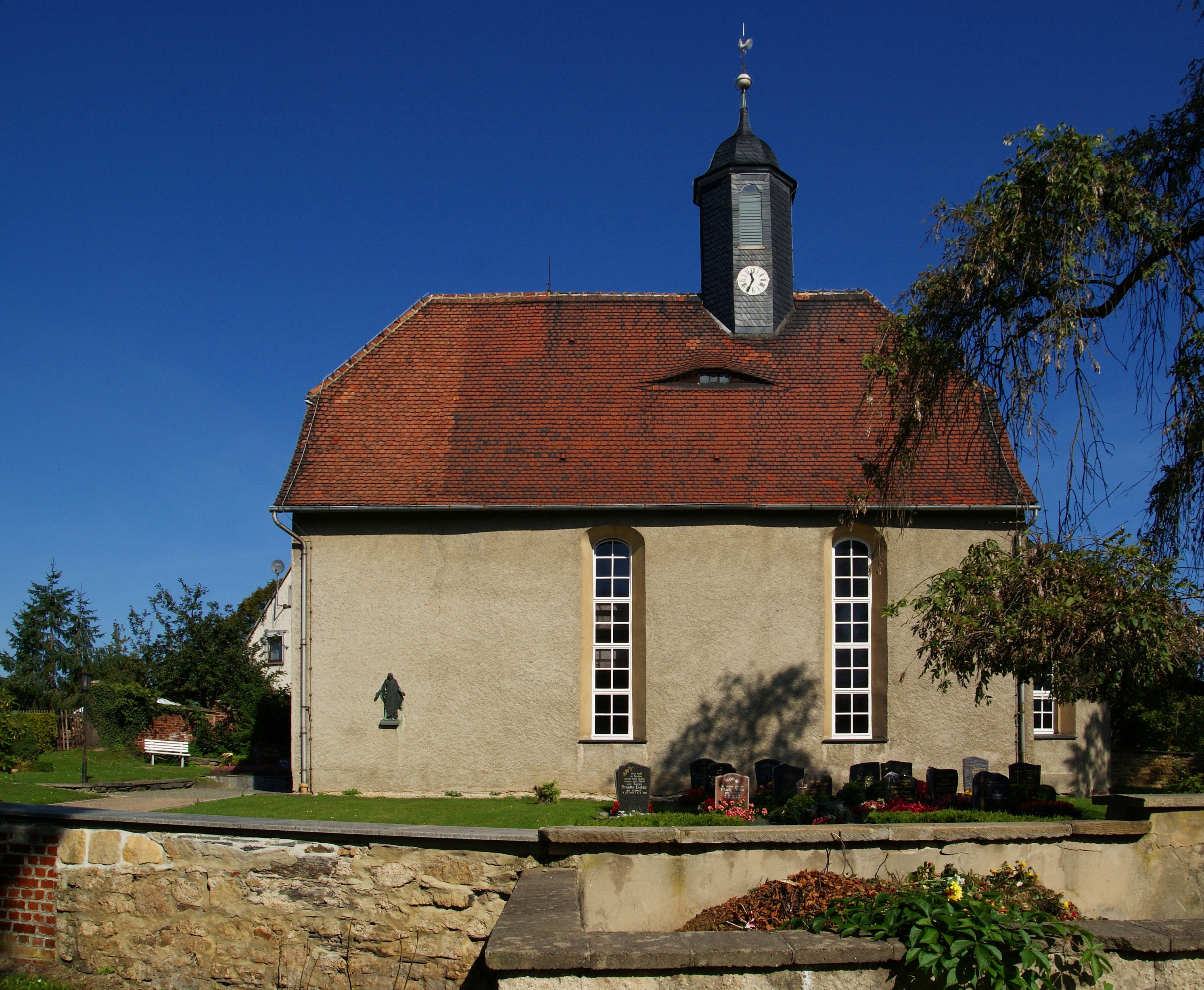
links
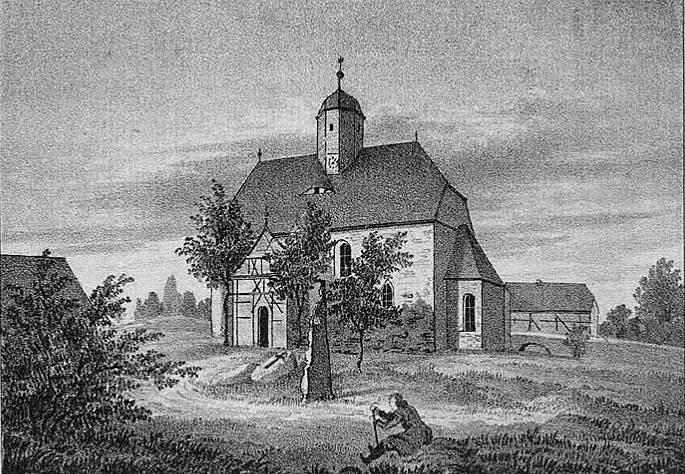
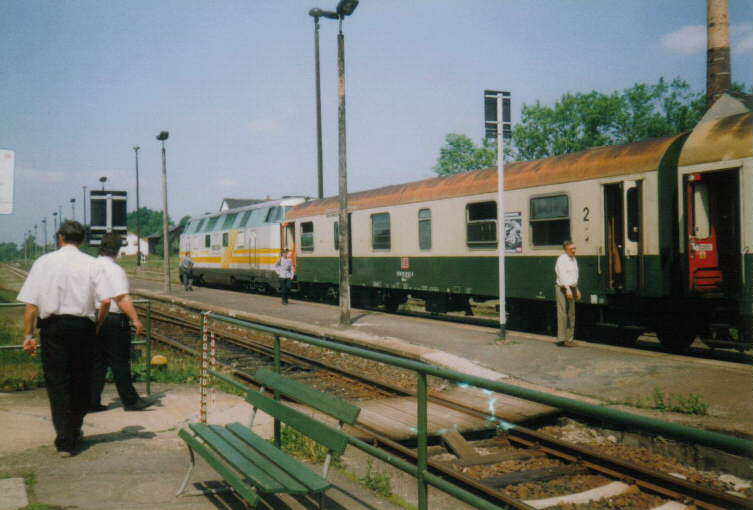
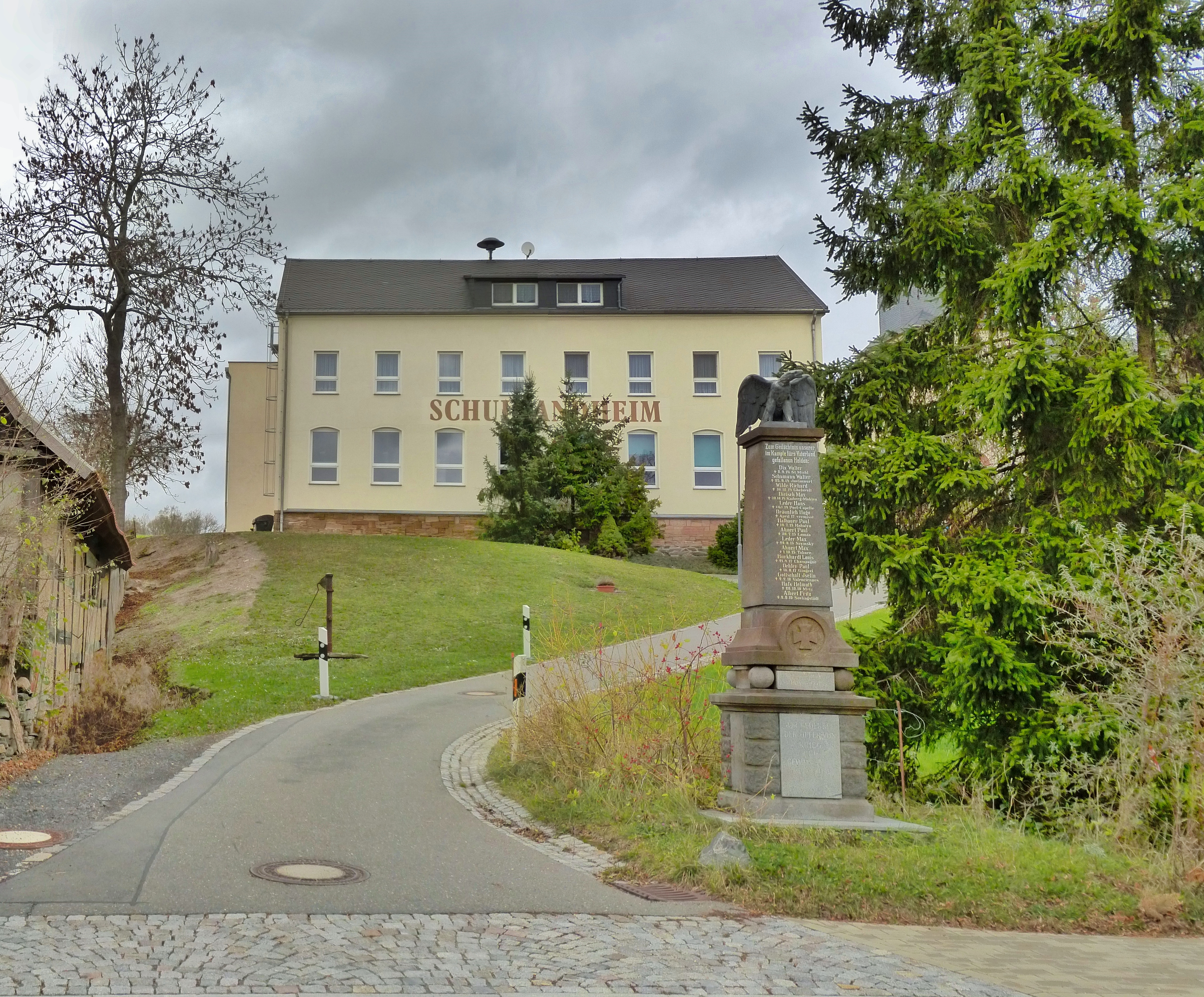